# Dominique Vandenberg
Dominique Vandenberg est un acteur et chorégraphe de cascades belge.
Vandenberg vit en Californie (États-Unis), où il est apparu dans des films tels que Pit Fighter et Mortal Kombat.

## Histoire
Dominique Vandenberg est née Dominique Horevoets à Waasmont, en Belgique. En tant que jeune adulte, Vandenberg a participé à de nombreuses compétitions d'arts martiaux, remportant la plupart d'entre elles. Il a quitté l'école à l'âge de seize ans pour s'inscrire à un cours de formation Kunto à Okinawa, au Japon. Après avoir terminé le cours à égalité au premier rang, Vandenberg est retourné en Belgique, où il s'est enrôlé dans l'armée. Il s'est alors porté volontaire pour une affectation en Allemagne car cela lui permettait de diminuer son temps de service (huit mois au lieu d'un an). Immédiatement après sa libération, Vandenberg a commencé à s'entraîner pour une compétition d'arts martiaux freestyle à laquelle il avait été invité à la suite de son cours Kunto. Vandenberg remporta la compétition avec seulement deux mois d'entraînement.
Mais après avoir été renversé par une voiture, une jambe cassée mit un terme à sa carrière de combattant

## Période militaire
Incapable de se battre lors d'autres événements, Vandenberg quitte la Belgique pour rejoindre la Légion étrangère française où il sert de 1988 à 1993. Classé dans les premiers de sa formation initiale, il est autorisé à choisir son unité d'affectation. Vandenberg choisit alors le 2e Régiment Etranger de Parachutistes et est envoyé en opérations extérieures, notamment au Tchad, à Djibouti, au Rwanda et en République centrafricaine. En 1989, il rentre en retard de l'une de ses permissions pour être allé combattre en Thaïlande sans autorisation. Sa victoire et son absence lui vaudront à la fois une sanction et les félicitations de son commandement. Elle lui vaudront aussi d'avoir inspiré une partie du film Full Contact à Jean-Claude Van Damme qu'il a rencontré à cette occasion.
Pendant son service, il rencontre sa fiancée, Waruny, une combattante de la liberté. Après leur rencontre, il est revenu terminer ses huit derniers mois de service à la Légion. Mais à son retour, elle avait été tuée[réf. nécessaire].
Après son départ de la Légion étrangère, il part combattre en Ex-Yougoslavie où il est blessé. À l'issue de sa convalescence, il part quelques mois en Thaïlande dans un camp d'entrainement au Muay-thaï.

## Le cinéma
À l'issue de cette période, il part s'installer à Los Angeles. Il devient garde du corps de Tupac Shakur et de l'actrice Laura Dern.
Il fait une première apparition dans le film Mortal Kombat. Il travaille ensuite pour Martin Scorsese quand il préparer Daniel Day-Lewis et Leonardo DiCaprio pour une scène de combat au couteau dans Gangs of New York.

## Filmographie
- Le Portier (1999)
- L'Honorable (2002)
- gang of new york (2002)
- Pit Fighter (2005)
- Toxic (2008)
- Charlie Valentine (2009)
- Triple Threat (2019)
- Le Mercenaire (2019)